# Chiesa di San Martino a Maiano

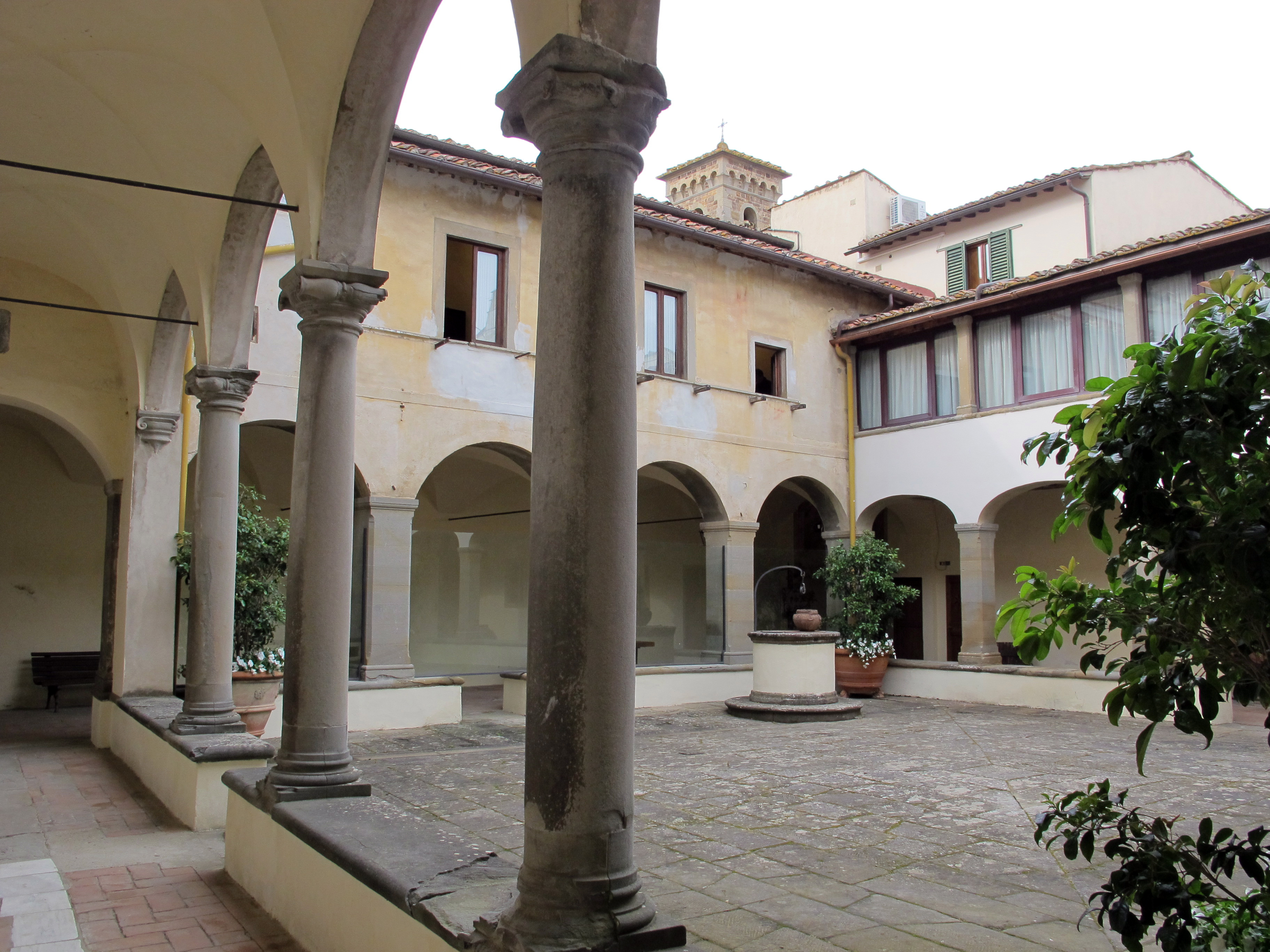
Il chiostro

La chiesa di San Martino a Maiano si trova a Fiesole in località Maiano.

## Storia e descrizione
Risale all'XI secolo, ma mostra oggi l'aspetto ricevuto dai restauri condotti prima nel XV secolo e poi tra Otto e Novecento. Quello ottocentesco, in particolare, fu condotto a partire dal 1885 da John Temple Leader, che acquisì nel 1873 il monastero poco distante trasformandolo in una fattoria.
La chiesa, che faceva parte di un monastero delle Benedettine, presenta un impianto a croce latina con una sola navata.
Sopra la porta, San Martino che dona il mantello ad un povero, rilievo in terracotta robbiana. All'interno, a una sola navata, il dossale con la Madonna col Bambino e San Giovannino, San Benedetto e San Martino attribuibile a Giovan Battista Naldini (1583) e un altro dipinto del Naldini con l'Annunciazione (1585).
Poco oltre si trova il monumento sepolcrale di Agostino Del Nero (1576). A destra, il monumento sepolcrale di Costanza Hall (1859) di Giovanni Bastianini. Nell'attiguo ex-monastero, oggi di proprietà privata, si trova nel chiostro un bell'affresco della fine del Trecento con la Madonna della Misericordia.